# المتحف (مجلة)
المتحف هي مجلة أسبوعية مصرية سابقة مقرها مدينة الإسكندرية، كانت مملوكة للأخوين يعقوب وقسطنطين نوفل، صدر العدد الأول لها في 1 يناير 1894، وعلى الرغم من اسمها، إلا أنه لم تكن لها أي علاقة بالقطع الأثرية، إذ أنها كانت مجلة إخبارية تقدم معلومات عن العلوم والاقتصاد والفنون الجميلة، توقفت عن الظهور في نفس العام.